# Stazione di Avezzano
La stazione di Avezzano è una stazione ferroviaria a servizio della città di Avezzano. La stazione è servita dalla ferrovia Roma-Sulmona-Pescara e dalla linea ferroviaria del Liri e rappresenta il principale nodo ferroviario della Marsica.

## Storia
La stazione venne inaugurata il 28 luglio 1888, due giorni prima dell'apertura della tratta Cineto Romano-Sulmona della ferrovia Roma-Pescara.
La linea ferroviaria Avezzano-Roccasecca fu anch'essa aperta a tratte a cominciare dal 1884. Balsorano-Avezzano fu l'ultima tratta ad essere inaugurata il 20 agosto 1902.
I fabbricati originali, dentro e fuori dalla stazione, vennero distrutti dal terremoto della Marsica del 1915. Il nuovo edificio venne realizzato il 5 aprile 1923 da Manlio Jetti, Paolo Ciocci ed Erminio Reggiani. La nuova stazione gravemente danneggiata dai bombardamenti del 1944 venne invece restaurata nel secondo dopoguerra.

## Strutture e impianti

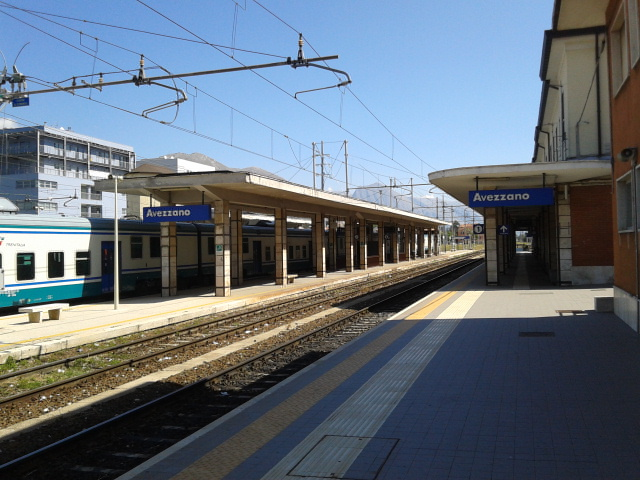
La stazione vista dal binario 1 (2015)

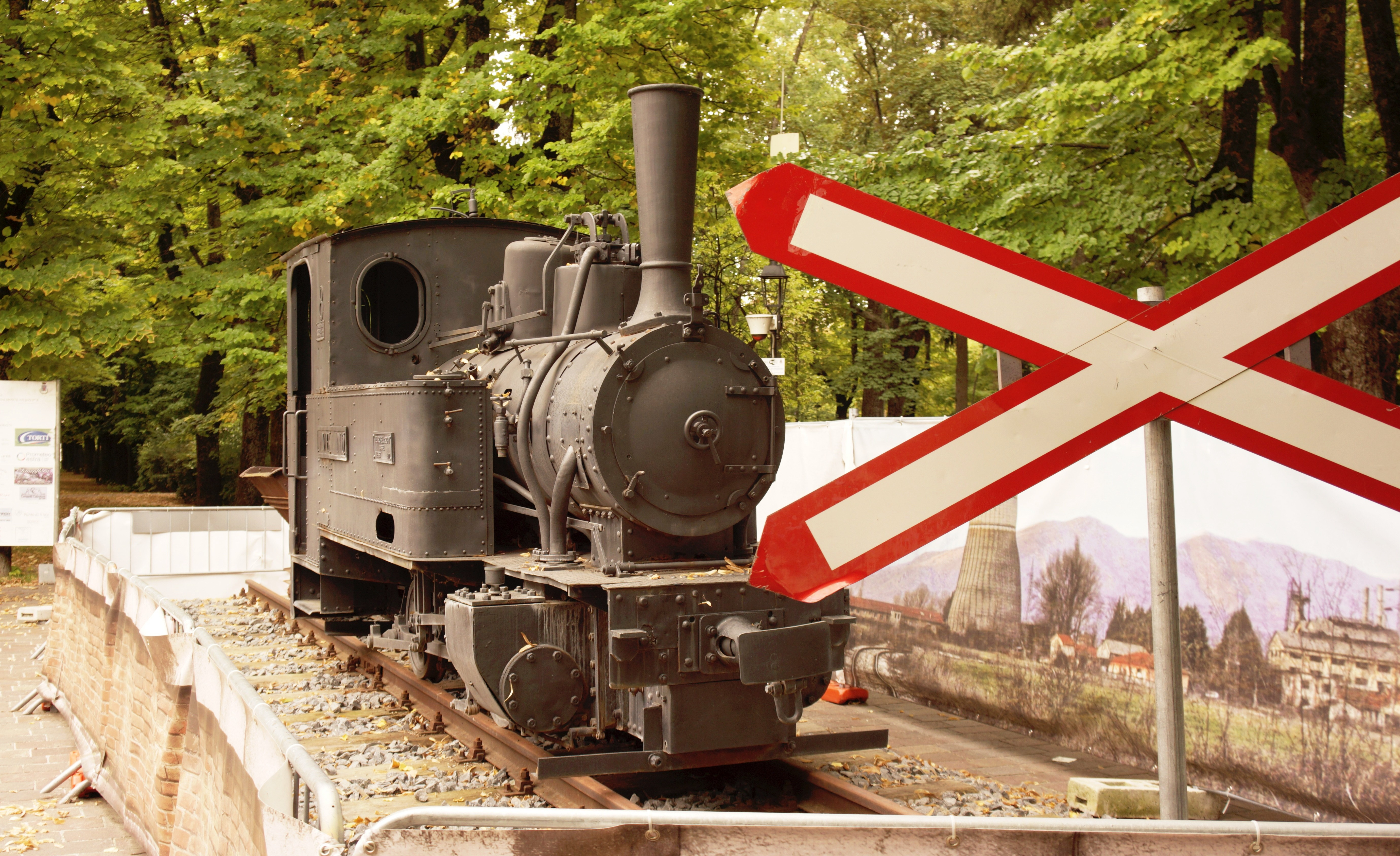
La locomotiva Monte Velino esposta ad Avezzano nel 2015

La gestione degli impianti è in carico a Rete Ferroviaria Italiana (RFI).
Il fabbricato viaggiatori si compone di due livelli ma soltanto il piano terra è aperto al pubblico.
Adiacenti al fabbricato viaggiatori vi sono altri edifici di dimensioni maggiori che ospitano gli uffici di Trenitalia e Rete Ferroviaria Italiana. In uno di essi ha sede il Dirigente Centrale Operativo che gestisce il traffico sulla ferrovia Avezzano-Roccasecca.
L'impianto dispone di uno scalo merci con annesso magazzino.
Il piazzale è composto da cinque binari passanti e un tronchino. Nel dettaglio:
- Binario 1: è un binario, accessibile anche per i diversamente abili e su tracciato deviato, che viene utilizzato dai treni che provengono da Sora e Cassino;
- Binario 2: è il binario di corsa della ferrovia Roma-Pescara; viene solitamente utilizzato dai treni che percorrono questa linea e non hanno come capolinea Avezzano;
- Binari  3, 4 e 5: sono binari su tracciato deviato e vengono utilizzati dai treni che hanno come capolinea Avezzano e per il ricovero dei mezzi non in servizio.

Tutti i binari sono dotati di banchina, riparati da una pensilina in cemento e collegati fra loro da un sottopassaggio pedonale.
Sono inoltre presenti altri fasci di binari dedicati al servizio merci, e dal lato opposto al fabbricato viaggiatori è presente la sottostazione elettrica servita da binario dedicato che attraversa la sede stradale di via Monte d'Oro; inoltre, dalla stazione parte un raccordo ferroviario non elettrificato e a binario unico che serve a collegare lo scalo merci alla zona industriale a sud della città. La velocità massima ammessa sul raccordo è di 20 km/h.
A nord-ovest della stazione, ad un paio di chilometri di distanza, è presente l'interporto della Marsica, progettato ed avviato negli anni novanta ma che non ha mai avuto un servizio effettivo. Lo scalo dispone di due binari lunghi 500 metri ciascuno per servizi intermodali su piazzale pavimentato di oltre 55 mila metri quadri, quattro binari a servizio dei magazzini con ribalta, un binario con piano caricatore, due binari di servizio e un binario con rimessa.
Esposta come monumento una locomotiva chiamata Monte Velino (numero 8), una delle dieci usate dal principe Torlonia per trasportare le barbabietole dalle terre dell'alveo del Fucino allo zuccherificio di Avezzano. Rintracciata a Roma dai soci della Pro Loco di Avezzano, è stata posta su un binario appositamente realizzato di fronte a Villa Torlonia in occasione delle celebrazioni legate al centenario del terremoto della Marsica del 1915. Tale locomotiva è considerata uno dei simboli della città prima della distruzione causata dal grande terremoto.

## Movimento
La stazione è servita da treni regionali e regionali veloci operati da Trenitalia nell'ambito del contratto di servizio stipulato con la Regione Abruzzo che la collegano a Sulmona, Pescara, Capistrello, Roma Termini, Roma Tiburtina e Cassino.

## Servizi
La stazione offre i seguenti servizi:
- Biglietteria a sportello
- Biglietteria self-service
- Sala d'attesa
- Servizi igienici
- Bar

## Interscambi
Dal lato opposto rispetto al fabbricato viaggiatori sono presenti le fermate TUA, COTRAL e SCAV raggiungibili tramite il sottopassaggio pedonale della stazione. 
- Fermata autobus
- Stazione taxi